# Велф V
Велф V (на немски: Welf V.; * 1073, † 24 септември 1120, замък Кауферинг) от династията Велфи, е като Велф II херцог на Бавария през 1101 – 1120 г.

## Биография
Той е първият син на Велф IV (като Велф I херцог на Бавария) и втората му съпруга Юдит Фландерска († 5 март 1094), вдовица на ерл Тостиг Годвинсон от Нортумбрия († 1066), дъщеря на Балдуин IV (граф на Фландрия) и втората му съпруга Елеанора.
Папа Урбан II урежда през 1089 г. брака на 16-годишния Велф с над 40-годишната Матилда Тосканска (* 1046, † 1115) господарка на Каноса, херцогиня на Тусция и др., дъщеря на Бонифаций от Каноса, херцог на Сполето. Велф се разделя с нея през лятото 1095 г. и не се жени повече.
След смъртта на баща му през 1101 г. той става като Велф II херцог на Бавария. Придружава император Хайнрих IV в неговите военни походи.
Погребан е във Вайнгартен. Понеже няма деца негов наследник като херцог на Бавария става брат му Хайнрих IX Черния.